# Digitalique
Les digitaliques, hétérosides cardiotoniques ou encore glycosides cardiotoniques sont une classe thérapeutique de médicaments utilisée en cardiologie.
Le digitalique est une substance apparentée à la digitaline, issue de la digitale (plante).
Les digitaliques sont extraits de végétaux :
- Digitalis lanata et Digitalis purpurea (la digoxine, la métildigoxine et la digitoxine utilisés en thérapeutique) ;
- pour mémoire :
  - le Strophantus (l'ouabaïne utilisée principalement pour la recherche médicale),
  - la scille maritime (Scilla maritima) (la proscillaridine A),
  - le muguet de mai (Convalaria majalis) (convalatoxine).

## Action
Les hétérosides cardiotoniques fonctionnent en interagissant avec une pompe/enzyme membranaire, la Na+/K+ ATPase. Cette pompe est chargée de rétablir et/ou maintenir la répartition non symétrique des ions de part et d'autre de la membrane plasmique des cellules responsable de la polarisation (électrique) négative de l'intérieur de la cellule.
Lors d'un potentiel d'action (dépolarisation brutale de la membrane), qui entraînera une contraction musculaire (cardiaque par exemple), la contraction sera d'autant plus intense que le potentiel d'action sera prolongé, par contre, le tissu musculaire (et nerveux) sera réfractaire à un nouveau potentiel d'action tant que la Na+/K+ ATPase n'aura pas rétabli un potentiel de membrane négatif. D'autre part une cellule dont le potentiel de repos sera plus élevé que la normale sera plus excitable.
Les digitaliques inhibent la Na+/K+ ATPase et provoquent donc une augmentation de la force de contraction musculaire, mais ralentissent la repolarisation en retardant ainsi la contraction cardiaque suivante.
Leurs effets sont donc dits :
- inotrope positif (augmentation de la force de contraction) ;
- chronotrope négatif (diminution de la fréquence cardiaque) ;
- dromotrope négatif (diminution de la vitesse de conduction atrio-ventriculaire) ;
- bathmotrope positif (augmentation de l'excitabilité musculaire).

## Pharmacocinétique
Les différents digitalique sont la digitoxine (ou digitaline), la digoxine, l'ouabaïne, le Deslanoside, etc.
La digoxine est habituellement administrée par voie orale, mais peut également être administrée par injection IV dans les situations d'urgence (l'injection IV doit être lente, et le rythme cardiaque doit être constamment surveillé). Alors que la thérapie IV peut être mieux tolérée (car provoque moins de nausées), la digoxine a une très longue demi-vie ce qui retardera son début d'action par un certain nombre d'heures. La demi-vie est d'environ 36 heures pour les patients ayant une fonction rénale normale, la digoxine est administrée une fois par jour, généralement à des doses de 125 µg ou de 250 µg. 
Chez les patients ayant une insuffisance rénale, la demi-vie est beaucoup plus longue, le Vd est diminué, dans ce cas la réduction de la dose est conseillée car il y a un passage à un glucoside différent, comme la digitoxine qui a une demi-vie d'élimination relativement plus longue d'environ sept jours. L'élimination se fait principalement par excrétion rénale et implique la glycoprotéine P qui conduit à des interactions cliniques importantes avec d'autres médicaments couramment utilisés chez les patients ayant des problèmes cardiaques. Ceux-ci comprennent: la spironolactone, le vérapamil et l'amiodarone. (Inhibition de la glycoprotéine P qui est principalement responsable de la clairance de la digoxine.) 
Les taux plasmatiques efficaces varient en fonction de l'indication médicale. Pour l'insuffisance cardiaque congestive, les niveaux entre 0,5 et 1,0 ng/ml sont recommandés. La marge thérapeutique de la digoxine administrée dans le cadre du contrôle de la fréquence cardiaque est située entre 1,0 et 2,0 ng/ml. En cas de suspicion de toxicité ou d'inefficacité, les niveaux de digoxine doivent être surveillés. Les taux de potassium plasmatique doivent également être étroitement contrôlés.
La Quinidine, vérapamil, et l'amiodarone augmentent les niveaux plasmatiques de la digoxine (par déplacement des sites de liaison aux tissus, la clairance rénale de la digoxine diminue). La digoxine plasmatique doit être surveillée attentivement.
La fixation tissulaire de la digitaline et la digoxine est importante. La concentration tissulaire est 30 fois supérieure à la concentration plasmatique pour la digoxine et 10 fois pour la digitaline. La digoxine traverse la barrière placentaire, la concentration fœtale de la digoxine est équivalente à la concentration chez la mère. 
La digoxine est également utilisée en tant que substance de contrôle standard pour tester l'inhibition de p-glycoprotéine.

## Intoxication
L’intoxication par les digitaliques peut être responsable de troubles :
- digestifs ;
- neurosensoriels ;
- du rythme et de l'automatisme cardiaque (fibres de Purkinje et conduction) ;
- et de l’altération de la fonction rénale.

La concentration sanguine des  différents digitaliques peuvent être mesurées dans le sang (digitalinémie, digoxinémie…).

### Source
- Intoxication aiguë par les digitaliques par le Dr Mégarbane B, service de réanimation médicale et toxicologique, hôpital Lariboisière PARIS.